# Tekniköverföring

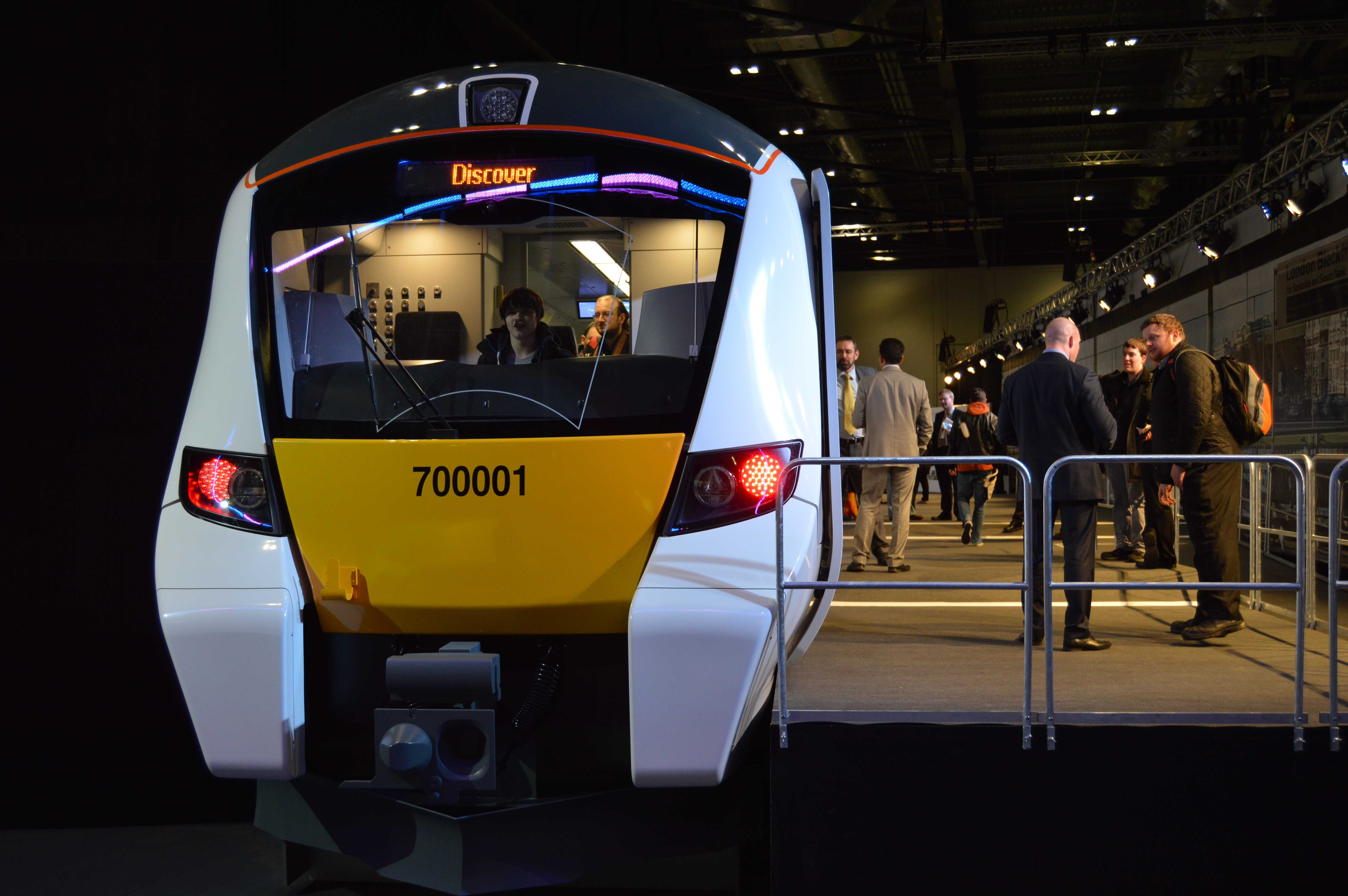
Ett exempel på tekniköverföring är Siemens samarbete med Tangshan Railway Vehicle Company för bygget av länk mellan Beijing och Tianjin.

Teknologioverföring, även kallad tekniköverföring (TÖ) är processen att överföra (sprida) teknik från person eller organisation som äger eller innehar den till en annan person eller organisation. 

## Beskrivning
Det förekommer längs olika axlar: bland universitet, från universitet till företag (och vice versa), från stora företag till mindre (och vice versa), från regeringar till företag (och vice versa), över geopolitiska gränser, både formellt och informellt, och både öppet och i det dolda. Ofta sker det genom samordnade ansträngningar att dela färdigheter, kunskap, teknik, tillverkningsmetoder, tillverkningsprover och anläggningar bland regeringar eller universitet och andra institutioner för att säkerställa att den vetenskapliga och tekniska utvecklingen är tillgänglig för ett större antal användare som sedan kan utveckla och utnyttja tekniken till nya produkter, processer, applikationer, material eller tjänster. Det är nära besläktat med (och kan antagligen betraktas som en delmängd av) kunskapsöverföring. Horisontell överföring är teknikens rörelse från ett område till ett annat.